# August Liebaert
Auguste Louis François Marie Liebaert (Oostende, 3 oktober 1856 - Gent, 25 juli 1927) was een Belgisch liberaal politicus.

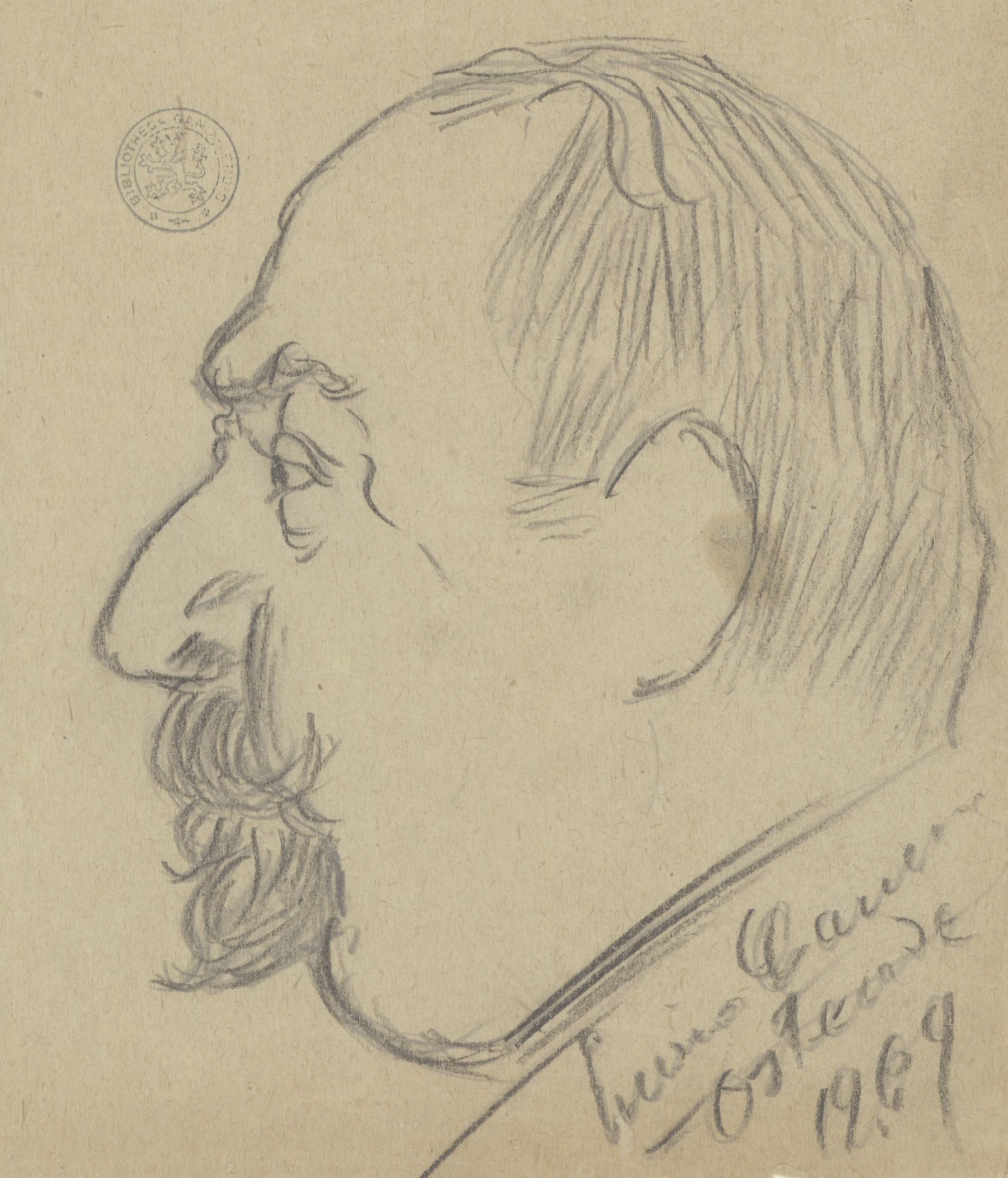
Karikatuur getekend door Enrico Caruso, 1909, Universiteitsbibliotheek Gent

## Levensloop
Liebaert, getrouwd met Louise Thoma, was industrieel en handelaar. Hij was bestuurslid en ondervoorzitter van de Entrepot, voorzitter van de Muziekschool, secretaris van de Handels- en Zeevaartkring en lid van het Willemsfonds. 
Hij werd gemeenteraadslid (vanaf 16 oktober 1887) en schepen (vanaf 16 oktober 1888) van Oostende. Hij was ook burgemeester (1912-1919) van Oostende. 
Liebaert werd in 1892 provincieraadslid van West-Vlaanderen en bleef dit tot in 1921.
Hij was ook consul van Canada (1876-1880).